# 马鸡属
马鸡属的鸟类是鸡形目雉科中体形较大的一类鸟，这类鸟被统称为马鸡。马鸡这一类鸟多分布在中国西南地区，只有褐马鸡分布在及华北地区的山林，以前一直认为它是中国的特有属，近些年在印度北部发现少量藏马鸡的种群。

## 分布
马鸡多分布在中国西南地区，只有褐马鸡分布在及华北地区的山林。其中，白马鸡、藏马鸡、蓝马鸡的分布是连续的，蓝马鸡和褐马鸡则分离开。

## 进化
化石显示，马鸡属的鸟类起源于第三纪始新世的黄河以南地区。随着冰川期的到来，马鸡属的祖先适应了寒冷的生活而向高山迁移。而高原的隆起和气候地形的变化，是马鸡的祖先开始分化。支序分类学推测，首先产生的是藏马鸡和白马鸡的祖先，藏马鸡祖先的一支向高原腹地迁移，从而分化出藏马鸡和蓝马鸡的祖先，蓝马鸡的祖先到达高原北部，分化形成蓝马鸡和褐马鸡。

## 分类
包括四个种
- 白马鸡 Crossoptilon crossoptilon
  - 指名亚种 C. c. crossoptilon
  - 丽江亚种 C. c. lichiangense
  - 昌都亚种 C. c. drouynii
  - 玉树亚种 C. c. dolani
- 藏马鸡 Crossoptilon harmani
- 褐马鸡 Crossoptilon mantchuricum
- 蓝马鸡 Crossoptilon auritum